# بیمارستان پارکلند مموریال

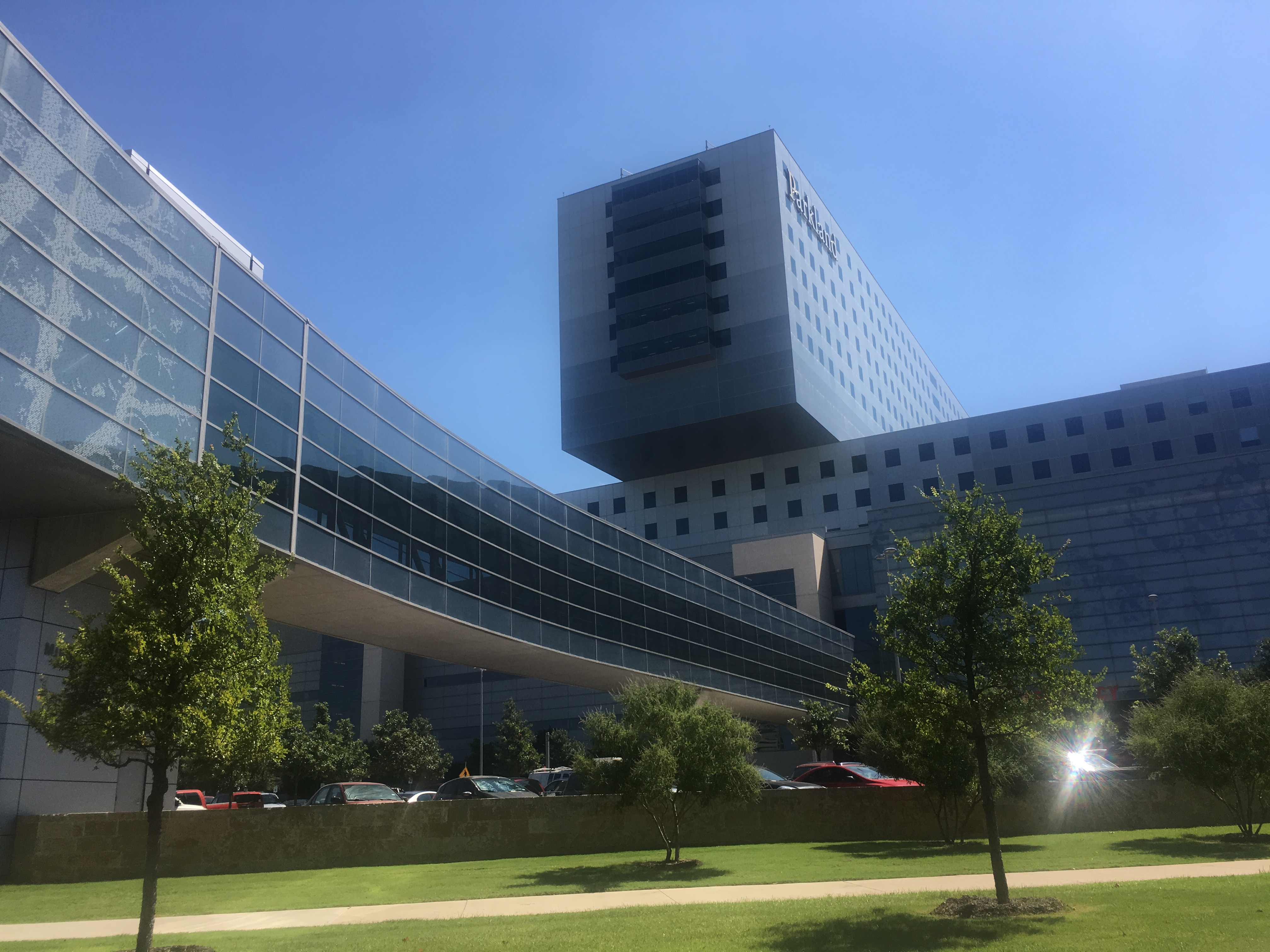

بیمارستان پارکلند مموریال (به انگلیسی: Parkland Memorial Hospital) تأسیس ۱۸۹۴ میلادی، نام یک مرکز درمانی بزرگ در شهر دالاس در ایالت تگزاس در آمریکا است.
این مرکز پزشکی دارای تسهیلات عمومی ۸۶۲ تختخوابی و اورژانس هوایی است. این مرکز درمانی یک بیمارستان آموزشی است که در مجاورت مرکز پزشکی دانشگاه تگزاس شعبه جنوب‌غربی قرار دارد.

## جایگاه در تاریخ

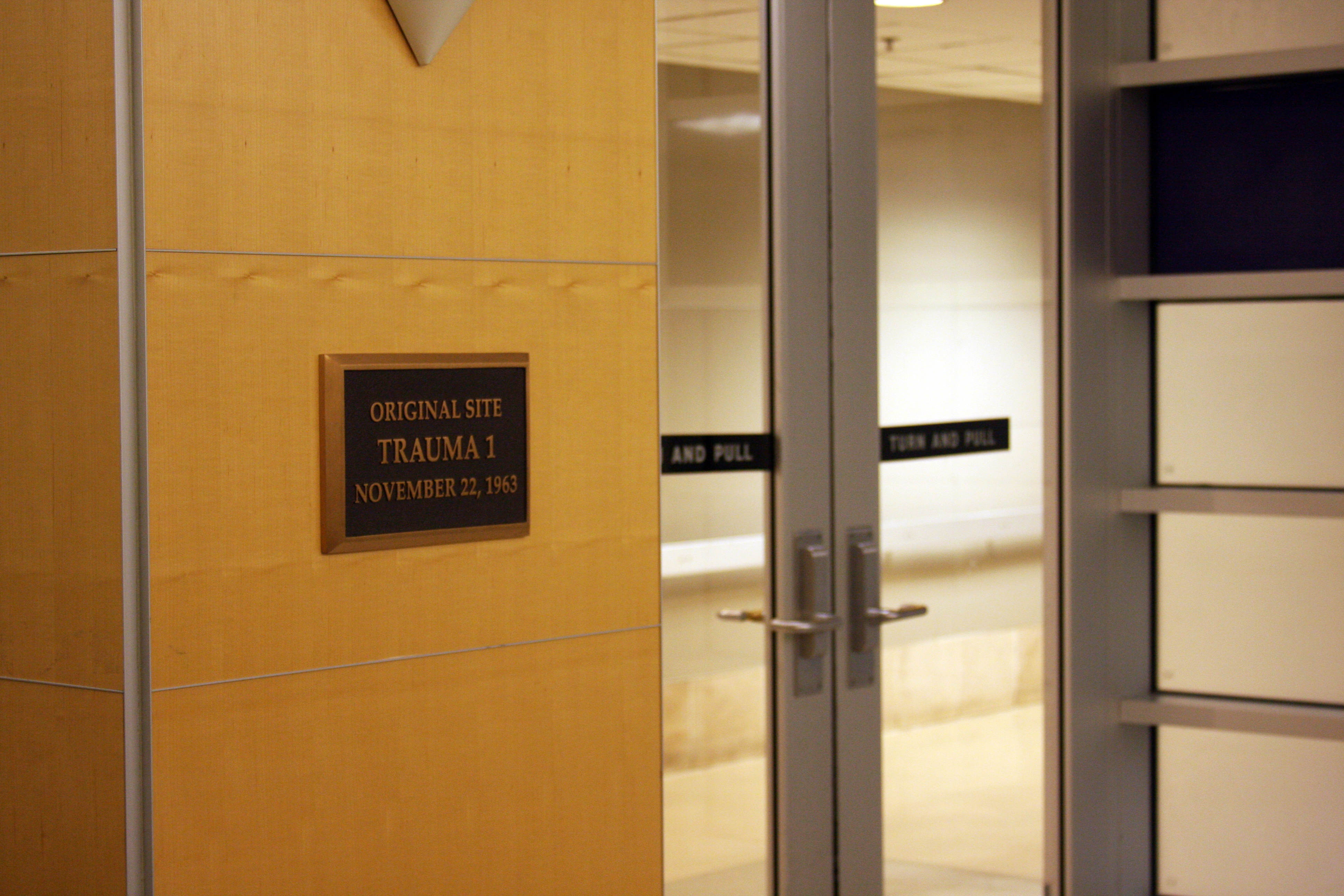

این بیمارستان جاییست که جان اف کندی رییس جمهور آمریکا پس از ترور شدن در خیابانهای شهر دالاس از دنیا رفت. جالب اینجاست که لی هاروی اسوالد و جک روبی نیز در همین بیمارستان درگذشتند. فیلم پارکلند در نتیجه نام خود را از همین جا گرفته.